# 2012年拉斐爾·納達爾網球賽季
2012年拉斐爾·納達爾網球賽季，記錄西班牙網球運動員拉斐爾·納達爾在2012年賽季的重要賽事及其表現。
他在2012年上半年成績亮眼，拿下包括法網公開賽冠軍在內的四座ATP單打賽事冠軍；但下半年受到膝傷惡化的影響，溫網後退出包括倫敦奧運、美國公開賽、年終賽、台維斯盃決賽等重要賽事，年終排名也滑落至第四名。

## 年度綜整
1月，納達爾在卡達杜哈舉行的卡達埃克森美孚公開賽展開新賽季，首輪比賽激戰三盤才以6-3, 6-72, 6-3擊敗科爾施賴伯，接下來兩場比賽以直落二分別擊敗格雷梅邁爾以及尤日尼，但在下場比賽以3-6, 4-6直落二敗給蒙菲爾斯止步半決賽。
隨後的澳洲網球公開賽，納達爾前四輪的比賽沒有遭遇太大的挑戰，順利進入最後八強。八強賽以6-75, 7-66, 6-4, 6-3擊敗貝迪治，半決賽對上宿敵費德勒，對戰紀錄以17勝9敗戰績佔優的納達爾，在這場比賽仍舊以6-75, 6-2, 7-65, 6-4勝出，生涯第二度打進澳網決賽，並且連續四個大滿貫都挺進最後的決賽。決賽對手是對戰六連敗的德約科維奇，這場澳網男單決賽進行了5個小時又53分鐘，納達爾以7-5, 4-6, 2-6, 7-65, 5-7激戰到第五盤落敗，苦吞對戰德約科維奇的七連敗，這場比賽也刷新世界紀錄，成為網球史上耗時最久的大滿貫決賽。
3月，印第安維爾斯大師賽，納達爾在半決賽中以3-6, 4-6直落二敗給費德勒。
接下來的邁阿密大師賽，八強賽以6-2, 5-7, 6-4擊敗特松加進入半決賽，但在賽前因為膝傷發作而退賽。
4月，蒙地卡羅大師賽，納達爾以未失一盤的成績進入決賽，在決賽中以6-3, 6-1擊敗德約科維奇，達成蒙地卡羅大師賽八連霸，終止了去年法網後將近一年的冠軍荒，成為公開化年代以來在同一項賽事中，首位連續八年贏得冠軍的選手。
隔周的巴塞羅那網球公開賽，納達爾在決賽中以7-61, 7-5擊敗同胞費雷爾，拿下生涯第七座的冠軍。
5月，馬德里大師賽使用巡迴賽中首見的藍土球場，賽前就引起納達爾、德約科維奇等球員的反對，也影響到納達爾的成績，雖然首輪以6-2, 6-2擊敗對戰紀錄處於劣勢的達維登科，但第二輪在決勝盤5-2領先的情況下被逆轉，以3-6, 6-3, 5-7爆冷不敵同胞貝爾達斯科。
羅馬大師賽，回歸到紅土球場後，納達爾順利擊敗邁爾、格拉諾勒斯、貝迪治、費雷爾，生涯第七次打進羅馬大師賽決賽，並在決賽中以7-5, 6-3直落二再次擊敗德約科維奇，拿下生涯第六座羅馬大師賽冠軍。
法國網球公開賽，一盤不失挺進生涯第七次法國網球公開賽決賽，決賽面對的是首次打進法網決賽的德約科維奇，兩人成為男子網壇史上第一對連續在四項大滿貫決賽爭冠的對戰組合。決賽前三盤納達爾取得盤數上的領先，比賽在第四盤因雨推遲一天重新開打，比賽第四盤第12局納達爾在對手發球局把握住機會，德約科維奇在冠軍點發出雙發失誤結束比賽，納達爾以6-4, 6-3, 2-6, 7-5成功衛冕法網冠軍，也是生涯第七座法網冠軍，超越此前與他並列的柏格，成為公開化年代最多法國公開賽冠軍的球員。
6月，哈雷草地公開賽，草地的第一項賽事，納達爾在八強以3-6, 4-6爆冷不敵科爾施賴伯，終止對戰8連勝。
隨後的溫布頓網球錦標賽，納達爾第一輪以7-60, 6-2, 6-3貝魯奇順利進入第二輪，但下一場比賽中，受到世界排名100名的拉索爾強力的挑戰，激戰五盤之後納達爾仍以7-69, 4-6, 4-6, 6-2, 4-6爆冷落敗，這也是納達爾在2005年溫布頓網球錦標賽後，首次在大滿貫賽事止步第二輪。
7.8月，納達爾的膝蓋又爆發出新傷，除了原本的左膝髕骨肌腱炎，髕骨後方脂肪墊也得到了霍華式病變（Hoffa disease），讓他被迫退出2012年倫敦奧運，以及接下來的兩項大師賽羅傑斯盃、辛辛那提大師賽和大滿貫賽美國網球公開賽。
9月，世界排名被2012年美網冠軍得主穆雷超越，滑落至第四名。
10.11月，納達爾聽從醫生建議在家鄉靜養膝傷，選擇無限期停賽，退出本賽季剩下的賽事，包括上海大師賽、巴黎大師賽、ATP世界巡迴賽總決賽以及台維斯盃決賽，而因為納達爾的缺賽，西班牙隊在台維斯盃決賽以總比數2-3輸給了捷克隊。
納達爾的年終排名跌落到第四名，這也是2005年以來納達爾的年終排名首次掉出前兩名。